# Reine Seidlitz
Reine Seidlitz (* 26. November 1913 in Paris; † 2. Januar 2003 in Zürich) war eine Krankenpflegerin und Präsidentin der Zürcher Sektion der Schweizer Entwicklungsorganisation Helvetas.

## Leben
Reine Seidlitz wuchs in Zürich auf, nachdem ihre Eltern vor dem Ersten Weltkrieg aus Frankreich in die Schweiz geflüchtet waren. Zwischen dem zweiten und siebten Lebensjahr von Reine Seidlitz wohnte die Familie in Zürich in einem von der Familie gekauften Haus. Ihr Vater erhielt nach einem zweijährigen Aufenthalt in Berlin keine Arbeitsbewilligung mehr von den Schweizer Behörden. 
Reine Seidlitz schloss die Ausbildung zur Krankenschwester in der Pflegerinnenschule in Zürich ab. Sie arbeitete 1939 in Genf im Centre Henri Dunant, dem einzigen Auffanglager des Schweizerischen Roten Kreuzes für Mütter und Kinder. Sie setzte sich während Jahren vergeblich dafür ein, ihre Eltern aus Frankreich in die Schweiz holen zu können. Die Behörden lehnten den Antrag im Jahr 1941 ab mit der Begründung: «Die Zureise ist zur Zeit nicht erwünscht und auch notwendig.» Die Eltern von Reine Seidlitz wurden im März 1944 in Frankreich von der Gestapo verhaftet, ins Konzentrationslager Auschwitz deportiert und im April 1944 umgebracht.
Nach Ende des Zweiten Weltkrieges arbeitete Reine Seidlitz in Sanatorien in Davos, die für Überlebende eingerichtet worden waren, die während ihrer Inhaftierung in Konzentrationslagern an Tuberkulose erkrankt waren. In den Jahren 1940 und 1950 arbeitete sie für die Internationale Flüchtlingsorganisation als Begleiterin für Geflüchtete des Zweiten Weltkrieges auf Schiffen. Ihrem Beruf als Krankenschwester ging sie in den darauffolgenden Jahren in Israel nach. Ab 1954 arbeitete Reine Seidlitz in der Zürcher Privatklinik Dr. Bircher-Benner. Fünf Jahre zuvor hatte sie bereits ihr Engagement für die «Stiftung Cerebral» begonnen und 1962 setzte sich Seidlitz für die Unterstützung von cerebral bewegungsbehinderten Kindern auf nationaler Ebene ein. Nach ihrer Pensionierung als Krankenschwester engagierte sie sich in der Frauen- und Friedensbewegung in der Schweiz.